# Sony Ericsson K800i
A Sony Ericsson K790i/K800i mobiltelefonok a Cyber-Shot széria felsőkategóriás változatai. A K790i mobiltelefont 2006-ban, a K800i mobiltelefont 2007-ben mutatták be. A két mobiltelefon kinézetre szinte egyforma, de ha közelebbről megnézzük, a K800i verzión a fülhangszórónál megtalálható egy 3G-s kamera is, amivel a K790i nem rendelkezik. Tehát a K800i alkalmas videótelefonálásra is. A telefonok több funkcióban is eltérnek egymástól: a K800 nem rendelkezik EDGE-funkcióval, ezért hazánk kisebb városaiban és vidéken lényegesen lassabb a mobilinternet (WAP) töltési sebessége a K790i-nél. A K790i ezzel szemben ismeri az EDGE-szabványt, viszont nem rendelkezik a videótelefonálási lehetőséggel és második kamerával.

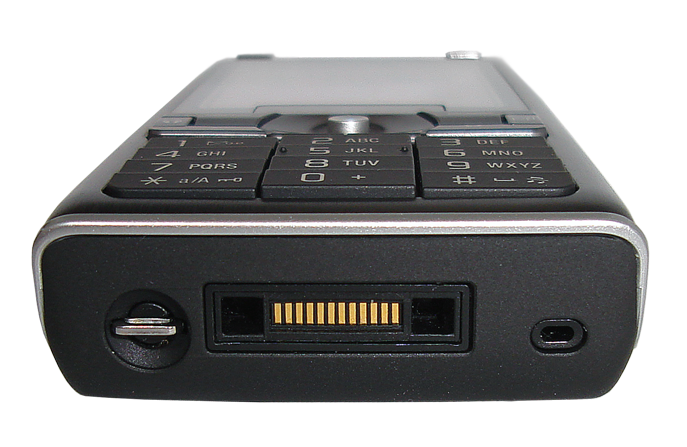
Kábelcsatlakozó